# Охерин, Янис Янович
Янис Янович Охерин, другой вариант имени и отчества — Ян Янович (латыш. Jānis Oherins; 21 января 1931 года) — советский и латвийский хозяйственный и государственный деятель. Директор производственного объединения «Коммутатор», Рига. Депутат Верховного Совета Латвийской ССР 11-го созыва. Член ЦК КП Латвии. Лауреат Государственной премии Латвийской ССР. Министр промышленности Латвийской Республики (1990—1991) после провозглашения государственного суверенитета.

## Биография
Трудился монтажником, слесарем, электромонтёром на рижском заводе ВЭФ. После окончания Рижского политехнического института имени А. Пельше работал с 1962 года инженером, инженером-конструктором, начальником цеха, главным технологом на заводе ВЭФ. В 1974 году вступил в КПСС. С 1979 года — заместитель технического директора, главный технолог производственного объединения ВЭФ имени В. И. Ленина.
С 1981 года — главный инженер производственного объединения «Коммутатор» (в прошлом — п/я А1736, в настоящее время — рижский завод «Darbs»), образованного в 1963 году на базе одного из цехов завода ВЭФ. Позднее — директор этого же предприятия.
С 1985 года — заместитель Председателя Совета Министров Латвийской ССР.
В 1986 году избирался депутатом Верховного Совета Латвийской ССР 11-го созыва от Кулдигского избирательного округа № 218. 4 октября 1988 года XIII Пленумом ЦК КП Латвии избран секретарём ЦК КП Латвии.
Во время Перестройки поддерживал Народный фронт Латвии, выступал за хозяйственный расчёт. Был одним из лидеров движения за экономический суверенитет Латвийской ССР.
С 5 июня 1990 года — министр промышленности Латвийской Республики. 25 августа 1991 года отстранён от должности (его преемником с 19 ноября 1991 года стал Айварс Миллер).
Скончался в ноябре 2002 года.
Награды и звания
- Государственная премия Латвийской ССР.